# Me zo ganet e kreiz ar mor
Me zo ganet e kreiz ar mor (litt. « Je suis né au-milieu de la mer ») est un poème devenu chanson bretonne traditionnelle. Le texte est l'œuvre de Jean-Pierre Calloc'h (Yann-Ber Calloc'h dit Bleimor), poète groisillon né sur l'île de Groix en 1888 et fauché par un éclat d'obus en 1917. Jef Le Penven, en 1941, compose la mélodie, devenue célèbre, interprétée par de très nombreux musiciens. Le titre possède plusieurs variantes dont Me zo ganet e kreiz er mor en vannetais et Me zo gañnet é kreiz er mor.

## Contenu
Le narrateur, un petit enfant décrit sa vie.
Il commence par où il est né : dans une maisonnette blanche, au milieu de la mer, à trois lieues des côtes, où poussent les genêts. (Probablement l’île de Groix). Il explique que son père est marin comme ses pères. La vie du traîneur de filets est dure, mais personne ne chante ses exploits. Il vit caché et ignoré.
Lui, l'enfant, travaille dur au champ, avec sa maman. Laquelle lui apprend à moissonner et à tirer les pommes de terres, pour gagner leur pain.

## Interprétations
Fredonnée par tous, la chanson est désormais traditionnelle. 
En 1957, Jef le Penven, compositeur de la chanson, l'enregistre avec Mona Kerys (Simone Le Pesker) au chant.
Dans les années 1960, Eliane Pronost, accompagnée de la chorale Kanerien Bro-Ouelou, de Plouézec, l'enregistre sur un disque 45 tours Mouez Breiz, suivie par Rozenn Bellec et Soazig Noblet, également chez Mouez-Breiz.
En 1970, l'air est popularisé par Alan Stivell sous le titre Je suis né au milieu de la mer sur son premier album Reflets. Il s'agit alors d'une traduction en langue française du texte de Yann-Ber Calloc'h. Alan Stivell, dans cette version francophone, interprète assez librement la chanson. Ce n'est pas une traduction littérale, mais une adaptation, comme précisé sur la pochette du disque. Puis, deux ans plus tard, Gilles Servat chante en breton, avec le texte d'origine, la chanson, publiée sur son album La blanche hermine. Dans les années 1990, elle est interprétée par l'Héritage des Celtes (chantée en langue bretonne, dans une version proche de celle de Jef le Penven et Mona Kerys, par Gilles Servat et Yann-Fañch Kemener) et par le duo que forme Kemener avec le pianiste Didier Squiban.
En 1997 le groupe de rock celtique L'Ange Vert l'enregistre sur son album Les Armes de Bretagne.
En 2021, 50 ans après la version popularisée par Alan Stivell, le groupe Fleuves réarrange la mélodie accompagnée du chant de Sarah Floc'h, sur l'EP Odyssea.